# Порфмій
Порфмій (грец. «переправа») — давньогрецьке місто Боспорського царства (Крим), що виникло наприкінці VI ст. до н. е. біля поромної переправи, а також пам'ятка археології, що зберігає залишки стародавнього міста площею близько 0,65 га. Місто проіснувало до І ст. до н. е.. Розташовано на Керченському півострові у південного підніжжя гори Хроні

## Дослідження
Боспорське місто Порфмій ототожнюється дослідниками з залишками античного городища, розташованого на піднесеному плато недалеко від узбережжя Керченської протоки, між селищами Жуковка та Небезпечне (Опасное) на довгастому пагорбі довжиною близько 400 м. Першим стародавнє місто виявив знавець Керченського півострова, громадський інспектор охорони пам'яток В. В. Веселов в 1952 році. Перші розкопки городища були проведені Боспорською археологічною експедицією ЛОІА АН СРСР (нині — ИИМК РАН) під керівництвом В. Ф. Гайдукевича в 1953 році. В наступні роки пам'ятник регулярно досліджувався силами окремого загону цієї експедиції. До 1985 року розкопками керувала Є. Г. Кастанаян. Протягом наступного періоду археологічного вивчення городища (1986—1990 рр.) Основна увага приділялася розкопкам шарів і об'єктів, пов'язаних з раннім періодом існування Порфмій, а також обстеження околиць стародавнього міста. Третій період почався в 2002 році, після більш ніж десятирічної перерви. У цей час почалося дослідження Порфмійского некрополя.

## Відомості про Пормфій
Відомості про поселення з такою назвою містяться в повідомленнях древніх авторів — Псевдо-Арриана і Стефана Візантійського (Ps.-Arr. Peripl. M. Eux. 69, 70, 117; Steph. Byz., sv Πορθμία καì Πορθμίον). Походження назви цього міста від грецького слова πορθμός — «переправа» — досить прозоро і не викликає сумнівів у дослідників. Дійсно, дані письмових та археологічних джерел дозволяють реконструювати в безпосередній близькості від міста одну з традиційних переправ через Керченську протоку, в давнину зв'язувала Прикубання з Кримом і Північним Причорномор'ям в цілому.

### Знахідки VI—Vст. до н.е.
Розкопки показали, що перші оборонні споруди Порфмій були побудовані незабаром після його заснування. Найдавніші будівельні залишки, які відносяться до другої половини VI — першої третини V ст. до н. е., були виявлені переважно в східній і південно-східній частинах городища на площі понад 400 кв. м. Тут були виявлені сліди архаїчних фортифікаційних споруд, які є не тільки найдавнішими для даного пам'ятника, але також одними з найбільш ранніх серед відкритих на Боспорі. Східна архаїчна оборонна стіна Порфмій була споруджена в місці, де природна височина має самий пологий схил, тут знаходився найбільш уразливий при нападі ворога ділянку. Кладка іррегулярна, звичайна. Максимальна збереглася висота цоколя стіни — 1,2 м, товщина — 1-1,1 м. Судячи зі збережених розвалів, верхня частина стіни була складена з цеглини-сирцю. Південний її кінець був прибудований до природних скельних виходів; тут конструкція мала вигляд ламаної лінії, утворюючи щось на зразок бастіону. З внутрішньої поверхні стіни було споруджено водостік, за яким стічні води по природному схилу виводилися за межі городища. Залишки його збереглися протягом 10 м в довжину, глибина ложа досягала 0,4 м. Південна лінія оборони Порфмія збереглася гірше. У цій частині пам'ятника укріплення йшли вздовж південного кордону плато, що мав крутий схил. У конструкції були використані величезні природні скельні брили вапняку: подекуди їх підтесували, а перемички між ними заповнювали дрібними каменями, іноді природні виходи вапняку «добудовувалися» кладкою з більш дрібних каменів. На жаль, ця оригінальна конструкція збереглася лише фрагментарно, хоча траса її чітко простежується по всій розкритій площі (приблизно на 20 м в довжину). Ще один фрагмент ранньої оборонної стіни городища був виявлений при розкопках житлових кварталів піздньоеліністичного часу в південно-західній частині пам'ятника. Тут ділянку архаїчної оборонної стіни, що служила стіною житлового будинку пізньоеліністичного часу, було вбудовано в значно пізнішу споруду.
В кінці першого періоду, на рубежі VI—V ст. до н. е., Порфмій переживає першу катастрофу — на всій площі, де були виявлені архаїчні залишки, помітні сліди пожежі. Горілий шар досягає товщини трьох сантиметрів, а виявлені тут знахідки сильно обпалені. На ділянці, що примикає до східної оборонної стіни, за межами городища були знайдені дрібні фрагменти людського черепа. Серед археологічних знахідок цього періоду — кинджал та лекфі із зображенням скіфа, що тримає за вуздечку двох коней.
Після пожеж і руйнувань кінця VI — рубежу VI—V ст. до н. е. настає новий етап — у Порфмії з'являються споруди, зведені в техніці, відомій з досліджень інших боспорських пам'ятників. До західної, внутрішній сторони східної оборонної стіни був прибудований великий житловий наземний комплекс, що складався не менше ніж з 9 невеликих приміщень. Цоколі стін були складені з невеликих каменів вапняку, кладка звичайна, з забутовкою глиною і дрібним камінням. Верхні частини стін, очевидно, були сирцевими. У ряді приміщень кладка стін збереглася на 0,5-0,7 м у висоту, підлогу одного з них було вимощено вапняковими плитами, що досягали 0,5-0,6 м в довжину, і уламками кераміки. Виявлений в приміщеннях матеріал датується в межах останньої чверті VI — першої третини V ст. до н. е. Ймовірно, з функціонуванням цього комплексу можна пов'язувати невеликий зольник, що виник на східній околиці скельного плато, за межами східної оборонної стіни (приблизно в 5 м на схід від неї). Зольник містив матеріали початку V ст. до н. е. Пожежі і руйнування, що відносяться до кінця першої третини V ст. до н. е., зафіксовані в Порфмії, мають аналогії і на інших пам'ятках європейського Боспору, що свідчать про суворі реалії тогочасного Боспору.

### Знахідки ІІІ-Iст. до н.е.
У другій половині ІІІ ст. до н. е. виникає нове місто площею близько півгектара, що проіснувало до третьої чверті I ст. до н. е. Оборонні стіни завширшки 2,40 — 2,50 м, були складені в нерегулярної кладки з великих брил вапняку, проміжки між якими були закладені дрібним бутом, я в якості розчину використовувалась глина, стіни були зведені на бутовому фундаменті.
У північно-західному куті оборонних стін розкрита прямокутна вежа розмірами в плані 9,75×9 м. Стіни її складені були в тій же техніці, що і оборонні стіни. Зовнішня, північна стіна башти, була завширшки 2,50 м, інші стіни — 2,25 м, додатковий панцир завширшки 0,60 м з зовнішнього боку північної стіни башти був складений з бутових каменів. Приміщення всередині башти було вимощено кам'яними плитами, тут містилось поховання собаки. При її розчищені було знайдено велику кількість мідних монет пантікапейського карбування, переважно дрібних номіналів, що наводить на припущення, що тут відбувалася торгівля між жителями міста і навколишніх сільських поселень.
Розкопки міста свідчать про наявність мережі вулиць. Територія міста була розбита на вісім прямокутних кварталів. Три повздовжні вулиці завширшки 1,70 м пролягали зі сходу на захід уздовж усього міста, і ділили місто на чотири ряди. Під прямим кутом до них пролягали три провулки завширшки 1,50 м, середній з яких ділив місто навпіл. Східний провулок пролягав вздовж східної оборонної стіни, а західний відділяв житлові квартали від приміщень, прибудованих до західної оборонної стіні. Ширина кварталів становила 11 м. Довжина західних становила 42 м. Довжина східних була дещо більше.
Під час розкопок житлових будинків були виявлені деякі подробиці побуту їхніх мешканців. В окремих приміщеннях було знайдено вогнища, огороджені плитами або плоскими каменями, поставленими на ребро, що обмазувалися глиною, на цих яких трималась жаровня. В одному з приміщень була влаштувати піч, що складалася з двох тесаних блоків черепашника, між якими знаходилась топка. У цьому ж приміщенні, поруч з піччю виявлено підставу кухонного столика у вигляді суцільної кам'яної кладки (діаметра в плані 0,45 * 0,45 м, висота 0,50), на якій, імовірно, перебувала дерев'яна стільниця, та кам'яна «годівниця» для домашніх тварин. У деякими приміщеннях виявлено загорожі, що являли собою ясла для корму худоби, що містилася в будинку під час холодів. Серед інших знахідок — піфос (збереглися тільки уламки стінок), невисокі плити, що служили, можливо, опорою лави або полицями для складу будь-яких господарських предметів, кам'яний переносний тарапан для домашнього приготування вина й уламки амфори, що служила можливо, для стоку віноградного сусла з тарапана. В одному з господарських приміщень двокімнатного будинку було виявлено стійло або хлів для великої рогатої худоби. У кількох приміщеннях був знайдений набір однотипних речей, що відносяться до побуту жінок; бальзамарій з червоної глини і ткацькі підвіски.

Як і Ілурат, що виник пізніше, древній Порфмій був містом-фортецею, збудованим за єдиним планом разом з фортечними стінами. Це поки що єдина з відомих пам'яток такого рода з епохи еллінізму. Факт одночасної планомерної забудови міської території новим містом у другій половині III ст. до н. е. разом зі зведенням оборонних споруд дозволяє припустити, що будівництво нового укріплення міста було задумано з метою побудови на даному місці саме фортеці для захисту переправи через протоку. В такому випадку, населення міста мало складатися, в основному, з військових поселенців, тримати оборону на підступах до європейських володінь Боспорського царства.

### Занепад
Приблизно в середині I ст. до н. е. місто був покинуте і ніколи більше не відновлювався. Ніяких руйнувань або пожеж цього часу на пам'ятці виявлено не було, очевидно, він був просто залишений жителями. Бурхливий період в історії Боспора, що почався після Мітридатових воєн, спричинив до дестабілізації загальнополітичної ситуації і, ймовірно, переорієнтування багатьох «векторів» в політиці держави. Час припинення життя в Порфмію, догляд гарнізону з цієї невеликої фортеці синхронні появи нової системи укріплених поселень в глибині півострова, значно віддалених від узбережжя, таких як Ілурат і фортеця у селищі Артезіан.